# 陰獣
『陰獣』（いんじゅう）は、江戸川乱歩の著した推理中編小説である。

## 概要
博文館の雑誌『新青年』1928年（昭和3年）の8月増刊号、9月号、10月号に3回に分けて連載された。
連載長編『一寸法師』に自己嫌悪を覚えた乱歩は、一旦断筆して、放浪の旅に出かけた。そして、14か月の後に執筆されたのがこの「陰獣」であった。当時『新青年』の編集長であった横溝正史の宣伝もあって、乱歩は華々しい復活を遂げることとなった。
この作品に登場する二人の探偵作家のうち、「寒川」は甲賀三郎、「大江春泥」は乱歩自身をモデルにしている。また春泥の著作として、セルフパロディとして乱歩の著作を元にした小説名が作中に複数登場している。
題名の「陰獣」は、乱歩によれば、猫のような「おとなしくて陰気だけれど、どこやらに秘密的な怖さ不気味さを持っているけだもの」の意。しかし、作品発表直後から「淫獣」と誤解・混同されてセクシュアルな意味で受け取られることが多く、変態的な犯罪が発生するたびに、新聞記事などでしばしば「陰獣」という見出しが用いられるようになったため、乱歩は「私はそれを見るたびに、実にいやな思いをしたものだ」と不快の念を示している。
1987年刊行の春陽文庫・江戸川乱歩文庫版の発行部数は新版（2015年2月）の発売までに22刷・9万5000部。

## あらすじ
探偵小説家の寒川（私）は、上野の帝室博物館で、実業家小山田六郎の妻で、寒川の探偵小説の愛読者だという艶めかしい女性、小山田静子と知り合う。静子は寒川に、かつてつきあっていたものの捨てた男である平田一郎に、処女でないままに小山田と結婚したことを手紙で脅迫されていると語るが、その平田一郎なる人物とは、平田本人の言い分からも、筆跡からも、寒川のライバルの探偵小説家の大江春泥らしいのであった。美しい静子への下心と春泥への対抗心から、寒川は、最近作品を発表しなくなった春泥を追うが、もとより春泥は編集者とも滅多に面会しない覆面作家で、妻がいるらしいものの、その行方はようとして掴めない。しかし静子は自宅の天井裏に平田一郎が潜んでいることを感じている。脅迫の手紙の内容からしても、春泥が静子の私生活を覗いていることは確実そうである。事実、寒川が天井裏に上がってみると、春泥の猟奇小説そのままに最近誰かの徘徊した跡があり、ボタンが落ちていた。そのうちに「おまえの夫をまず殺す」という春泥の脅迫の手紙通り、静子の夫・小山田六郎が隅田川で死体で発見される。寒川は、小山田の金庫をさぐり、小山田が、静子がかつて平田一郎とつきあっていたことを知っていること、小山田が大江春泥のファンであるのみならず、春泥の筆跡を真似る練習をしていたことをつかみ、小山田こそ妻・静子をムチで打つ変質者で、かつ自宅の天井裏を徘徊したり、静子に平田一郎の名を借りた脅しの手紙を送っていた張本人であり、最終的に、静子を脅そうとして2階の窓の外に顔を見せようとしたとき誤って大川に落ち、死んでしまったのだと推理する。しかし、天井裏に落ちていたボタンは確かに小山田の手袋の飾りボタンであったが、天井の大掃除の期日と照合すれば、それが天井裏に落ちているはずはないのであった。今や、静子と愛人の関係となった寒川は、ふたりの逢瀬の場所で、静子にあらためて自己の推理を語る。人嫌いの春泥は、何度も住処を変えている。そのすべてがあなたの家から等距離にある。春泥の代わりに出版社とやりとりをしていた春泥の妻が金歯だったのはなぜか、それはあなたの特徴のある八重歯を隠すためではなかったのか。春泥の妻がいつも顔に大きな膏薬を貼っていたのはなぜか、それはあなたの特徴的なほくろを隠すためではなかったのか。つまり大江春泥はあなたであると寒川は言う。それを聞いた静子は、そんなことより私をムチで打ってと媚態を示し、寒川もそうするが、翌日、夕刊で静子の自殺を知る。寒川は、静子は自分を愛していたのに、自分が死に追いやったのではないかと後悔し、平田一郎を探そうと思うが、それはできることなのかと深い悔恨の中で思う。

### 結末の変更
初出時は現行版と同じく、寒川の推理を聞いた静子が何も答えずに自殺してしまったため、寒川はしばらくしてから自分の推理に確信を持つことができなくなり、真相は別にあるのではないかと苦悩しつづける、という、故意に結論をぼかした形で終わっていた。だが発表当初、甲賀三郎や平林初之輔、井上良夫などから、最後の寒川の苦悩は蛇足である、という批判を受けたため、乱歩は『石榴』（柳香書院、1935年）に本作を再録した際、静子の自殺で寒川は自分の推理が正しかったことを確信する、という形に書き改めた。しかし、『鏡地獄』（鎌倉文庫、1946年）への再録以後は、発表当初の形に戻されている。

## 登場人物
寒川（さむかわ）（「私」）
本作の語り手。探偵型の探偵小説家で、明るく常識的な作風。モデルは甲賀三郎。
小山田静子（おやまだ しずこ）
実業家小山田六郎の妻。出身地は静岡。女学校4年の頃に平田一郎（大江春泥）と一時付き合っていた。春泥に脅迫され、寒川に助けを求める。
小山田六郎（おやまだ ろくろう）
静子の夫。合資会社碌々商会の出資社員。静子とは年齢が離れている上、年齢よりも老けて見える。
大江春泥（おおえ しゅんでい）
本名は平田一郎。謎に満ちた犯罪者型の探偵小説家で、暗く病的でネチネチとした作風。『新青年』に原稿の写真版が掲載されたことがある。かつて静子と付き合っていたが、捨てられたことで彼女に恨みを持っている。極度の人間嫌いで、原稿の依頼や受け渡しは手紙を通じて行うことが多い。引っ越しを繰り返す癖があり、2年間に7か所も住居を変えている。
モデルは江戸川乱歩（本名は平井太郎）自身。
大江春泥の細君
洋髪で近眼鏡をかけている。人間嫌いの春泥に代わって原稿を取りつぐことが多い。
本田（ほんだ）
寒川の友人。博文館の外交記者で、大江春泥本人と会話したことのある数少ない人物。
糸崎（いとざき）
検事。小山田六郎変死事件の担当。法学士。探偵作家・医学者・法律家などで作っている「猟奇会」の会員で、寒川とは旧知の間柄。
青木民蔵（あおき たみぞう）
小山田家のお抱え運転手。
平山日出子（ひらやま ひでこ）
女流探偵小説家として作品を発表しているが、実は男性で政府の役人。モデルは久山秀子。

## 横溝正史による解説
1927年（昭和2年）正月に、横溝正史は神戸で結婚したが、その間に森下雨村は、自宅のある小石川小日向台町に横溝のための借家を用意していた。当時小日向町には延原謙、松野一夫、平林初之輔（のち『太陽』の編集長）らがいて、雨村を中心に「新青年グループ」を形成しており、横溝は「小日向台町に住むことによって、ハッキリと雨村傘下に編入された」という。
博文館に入社して三月ほどのうちに、横溝は博文館で人事の大改革を聞かされた。編集局長の長谷川天渓が退職し、雨村が就任するので、『新青年』を横溝に一任するから相棒を物色せよというものだった。この年の暮に改革は断行され、『農業世界』以外の雑誌の編集長は全て首となった。隠密裏にこの計画は進められ、横溝は「その申し渡しがあったとき、博文館が騒然とし、殺気だったのを私は今でも覚えている」と語っている。しかしこの計画は横槍が入って長谷川退陣が実現せず、雨村が『文芸倶楽部』編集長として雌伏せざるを得ないこととなって挫折した。
こうなると、『新青年』を一任された横溝はかねてから眼をつけておいた渡辺温を引っ張り込んだものの、主力作家としての頼みの綱は乱歩ただひとりとなった。ところが、当時乱歩は夫人に下宿屋をやらせながら「クサリにクサリ切っていた」ときだった。それというのも、乱歩は『新青年』が横溝のモダン主義によって、旧来の味の探偵小説を追い出してしまい、自分はもう『新青年』に顔出しできないと考えていたのである。乱歩はたびたび横溝に、「今の新青年みたいなモダンな雑誌に、ぼくみたいな作家は不向きだろう」との言葉を被害妄想気味に聞かせていたという。
横溝によると当時乱歩は躁鬱気味だったそうで、これは思いもよらぬ話だった。が、ちょうどそのころ、横溝はファーガス・ヒュームの探偵小説『二輪馬車の秘密』を匿名で黒岩涙香風に翻訳し、『新青年』6月増大号に掲載していた。当時博文館では、普通号では編集者がいくら書いても原稿料は出なかったが、増刊や増大号なら原稿料が出たのである。横溝は「そこは同好の士だけに、乱歩はすぐにそれが私であることを看破したにちがいない」ということで、すぐに乱歩はこの『二輪馬車の秘密』の訳筆についての長文の批評を手紙で送って来た。「横溝のやつ、いやにモダンがっていると思ったら、まだこういう趣味も持っているのか」と気を好くしたと見た横溝は、下宿屋「緑館」を経営していた乱歩の家に、読み切りの執筆依頼を持ち込んで行った。

### 破格の原稿依頼
横溝は乱歩に、増刊用に100枚ほどの原稿を頼み、原稿料として1枚「8円」を提示した。『パノラマ島奇譚』当時の乱歩の原稿料は1枚「4円」であり、この倍額の提示に乱歩も驚いた風で、森下の名を出したが、横溝は「『新青年』はぼくが任されているから」と保証した。当時『新青年』の編集費は原稿・画料ひっくるめて2千円だったが、増刊・増大号は頁数も多いので千円上積みされた（合計3千円？）。横溝は乱歩一人に800円払っても残り1200円（2200円？）でなんとか賄ってみせる自信があったので、この破格の条件を提示したのである。乱歩は納得したようだったが、確たる返事は得られなかった。1928年（昭和3年）、5月の7日ごろの話だという。
6月号増刊の発行日は7月20日だったが、随筆や評論以外すべて翻訳という編集内容は、横溝から見てあまりにも貧弱だった。改めて乱歩に手紙で懇願した横溝は、6月末に再び乱歩宅を訪ねた。すると乱歩は5、60枚の原稿を見せてくれた。その原稿には覚書として、「短冊形に切った原稿用紙が、まるで御幣のように、あちこちに一杯ヒラヒラ貼りつけてあった」という。乱歩によるとそれは『改造』からの依頼で書いたものの、200枚ちかく書きたいが『改造』が難色を示し、枚数で折り合いがつかない小説だといい、『新青年』に廻してもいいと言うのだった。
乱歩からその内容を聞かされた横溝は大いに乗り気となり、「ぼくが大々的に宣伝しますから」と『新青年』での発表を持ちかけた。原稿料についても、前回提示を再び約束した。ただ、1枚8円で200枚となると原稿料は1600円、これを乱歩一人に持っていかれては『新青年』は破産必至ということで、ここだけは守る気はなかったという。横溝は「ここが乱歩狐と正史狸の化かし合い」と述懐している。
この小説は、当初あまりにも平凡な題名だったため、夏の増刊の呼び物にしたかった横溝は「宣伝のしよがおまへん。なんかもっと凄みがあって、色気のある題に変えてくださいよ」と交渉し、気もほぐれてきた乱歩は『陰獣』とこれを改めた。横溝によると「乱歩という作家は筆を執るまでが大変なのだが、いったん筆を執るとそれほどの遅筆家ではなかった」とのことで、まもなく総頁数175枚の『陰獣』原稿が出来上がった。横溝はその内容を読んで、トリックも犯人も知っている筈ながら「そこに漂うオドロオドロしき妖気に打たれ」て、大きな興奮に包まれ、森下雨村も「乱歩君も大した自信だねえ」と、驚嘆していたという。
原稿が完成し、乱歩が博文館へ原稿料を取りに来たので、横溝は175枚に8円を掛けた金額の払い出しを経理へ請求したところ、長谷川編集局長が雨村をそばに横溝を呼び出し、原稿料が高すぎる、せめて6円くらいに負けてもらえと要求してきた。応接室で乱歩にこれを伝えると、乱歩は「高田馬場の下宿の拡張に金がかかるから」と不承服だった。横溝は再度編集局長に掛け合い、これを通した。横溝は「この小説が『新青年』にとっていかに価値のあるものかであるかを力説し、とうとう二人を承服せしめたのだから、『陰獣』をえて私がいかに意気軒高だったか、思い半ばに過ぎるであろう」とこのときの様子を語っている。
横溝は、乱歩が当初『改造』のため5、60枚ものを書き出したものの、ああしたい、こうしたいと思いはじめ、『改造』より『新青年』のほうがいいのではないかと気がついたのだろうとし、「『改造』ではああもネチッコク書けなかったのではないか。かりにあのとおりのものが書けて発表したとしても、舞台が『改造』だったら、ああも騒然たる話題を巻き起こしはしなかったのではないか」と語っている。

### 反響
本作は夏の増刊と、続けて9月号、10月増大号（9月5日前後の発売）と3回にわたって分載されたが、これは横溝が乱歩に無断で行ったことだった。これは原稿料の問題もあったにはあったが、「作者が希望するように一気に読ませるより、3回くらいに読んでもらったほうが作品としてもより効果的ではないか」との横溝の狙いがあった。乱歩から1度もこのことで抗議はなく、「乱歩もそれを認めてくれたのであろう」と、横溝は自身「当時私の編集者としてのカンは冴えていたとみえる」とこの判断について自負している。
はたして『新青年』増刊にこの『陰獣』が掲載されるや、騒然たる話題を呼んだ。乱歩は「横溝の提灯記事がよかったからだ」と横溝にしきりに感謝しているが、横溝はその大宣伝を「私の興奮がそのまま筆に乗り移ったのであろう」とし、「こういうのを作家と記者との阿吽の呼吸が、ピッタリ合ったとでもいうのだろう。私の雑誌記者生活は短かったけれど、その後もたえずジャーナリズムと接触を保ってきた身である。わずか百七十五枚の長さの小説で、あれほど騒がれた小説の例はあとにもさきにも私はしらない」と語っている。
『陰獣』完結篇が載った『新青年』10月増大号は飛ぶように売れ、『陰獣』のために前代未聞の雑誌再版を行っている。それでも版が足りず、少数ながら3版まで発行されている。この時期、雨村の改革が成功し、横溝は『文芸倶楽部』の編集長に異動していたため、この再版は新しく『新青年』に入った延原謙によるものだった。
横溝は『パノラマ島奇譚』と『陰獣』とを、「乱歩文学の両巨峰であると信じて疑わない」とし、「その作家の持っている最高のものを描き出してこそ、雑誌記者の本懐であろう。私は『パノラマ島奇譚』と『陰獣』で、二度も雑誌記者冥利に尽きる思いを味あわせてもらったのである」と本作を振り返っている。

## 収録
- 博文館『陰獣』（1928年発売）[注 4]
- 春陽堂書店　日本小説文庫『陰獣』（1932年発売）
- 春陽堂書店　春陽文庫『陰獣』（1951年12月発売）
- 桃源社『江戸川乱歩全集2』（1961年11月発売）
- 角川文庫『陰獣』(1973年9月発売）ISBN 978-4041053096
- 春陽堂書店　春陽文庫『江戸川乱歩名作集1 陰獣』（1977年6月発売）
- 筑摩書房『昭和国民文学全集18 江戸川乱歩集 パノラマ島奇談・陰獣・他』（1977年12月発売）
- 創元推理文庫『日本探偵小説全集2 江戸川乱歩集』（1984年10月発売）ISBN 978-4488400026
- 春陽堂書店　江戸川乱歩文庫『陰獣』（1987年6月発売）ISBN 978-4394301011
- 講談社　江戸川乱歩推理文庫『陰獣』（1987年12月発売）ISBN 978-4061952058
- 光文社文庫『江戸川乱歩全集 第3巻 陰獣』（2005年11月10日発売）ISBN 978-4334739799
- 沖積舎『江戸川乱歩全集2 陰獣・白昼夢・孤島の鬼』（2006年12月発売）ISBN 978-4806066309
- 角川ホラー文庫『陰獣 江戸川乱歩ベストセレクション4』（2008年11月22日発売）ISBN 978-4041053317
- 春陽堂書店　江戸川乱歩文庫『陰獣』（2015年2月）ISBN 978-4-394-30146-2
- 新潮文庫『江戸川乱歩名作選』（2016年6月）ISBN 978-4-10-114902-8
- 藍峯舎『完本 陰獣』（2017年12月発売）
- 岩波文庫『江戸川乱歩作品集II 陰獣・黒蜥蜴 他』（2018年1月）ISBN 978-4-00-311815-3
- 河出文庫『盲獣・陰獣』（2018年10月）ISBN 978-4-309-41642-7

## 映像化
原作には明智小五郎は出ないが、映像化に当たり彼が登場する場合がある。

### 映画
- 江戸川乱歩の陰獣（1977年）
  - 監督：加藤泰
  - 主演：あおい輝彦、香山美子
- 陰獣（原題：Inju : la Bête dans l'ombre、2008年）
  - 製作国：フランス
  - 監督：バーベット・シュローダー
  - 主演：ブノワ・マジメル、源利華

### テレビドラマ
- 江戸川乱歩の美女シリーズより「妖しい傷あとの美女」（1985年3月9日）
  - 脚本：池田雄一
  - 主演：天知茂、佳那晃子
- 陰獣（1990年、フジテレビ）
  - 監督：藤田明二
  - 主演：三田村邦彦、古手川祐子
- 名探偵明智小五郎 「陰獣」（1998年3月7日、テレビ朝日・土曜ワイド劇場）
  - 脚本：長坂秀佳
  - 主演：稲垣吾郎、秋吉久美子
- 闇の脅迫者～江戸川乱歩の『陰獣』より（2001年4月25日、テレビ東京・女と愛とミステリー）
  - 製作：メディアミックス・ジャパン
  - 脚本：尾崎将也
  - 監督：国本雅広
  - 音楽：仲西匡
  - 出演：佐野史郎、川島なお美、山下真司、佐藤仁美、中丸新将、佐藤二朗、吉満涼太、ふせえり、乃木涼介

## 漫画化
古賀新一版（1984年）
作中の風俗描写は現代（1984年頃）のものとなっている。
- 古賀新一『陰獣・人でなしの恋』講談社、1984年。
- 『ホラーコミック傑作選 第5集 江戸川乱歩・原作 白髪鬼』角川書店〈角川ホラー文庫〉、2000年。ISBN 4-04-192404-9。
- 古賀新一『江戸川乱歩怪奇漫画館』実業之日本社、2015年。ISBN 978-4-408-33315-1。

バロン吉元版（2009年）
- バロン吉元『陰獣 コミック版』小池書院〈文豪シリーズ〉、2009年。ISBN 978-4-86225-494-8。

山口譲司版（2014年）
- 山口譲司『影男 〜陰獣〜』集英社〈グランドジャンプ連載〉、2014-2015年。
- 山口譲司『江戸川乱歩異人館 第11巻・第12巻』集英社〈ヤングジャンプ・コミックスGJ〉、2015年。ISBN 978-4-08-890159-6。, ISBN 978-4-08-890236-4。